# Exercises
Albums de Nazareth
Nazareth
(1971) Razamanaz
(1973)
Exercises est le second album studio du groupe écossais Nazareth, sorti en juin 1972.
Bien que leur musique soit décrite comme du Hard Rock teinté de blues, ce deuxième opus renferme plus d'arrangements acoustiques
et des musiques traditionnelles écossaises. Produit par Roy Thomas Baker, qui travaillera plus tard avec le groupe Queen, en est à sa
troisième réalisation.
Un fait historique est traité par le groupe sur le titre 1692 (Glencoe Massacre) (le Massacre de Glencoe), toujours dans les mémoires écossaises.

## Liste des titres
Paroles et musiques de Pete Agnew, Manuel Charlton, Dan McCafferty, Darrell Sweet.
1. Will Not Be Led [3 min 05 s]
2. Cat's Eye, Apple Pie [3 min 04 s]
3. In My Time [3 min 28 s]
4. Woke Up This Morning [3 min 10 s]
5. Called Her Name [4 min 29 s]
6. Fool About You [2 min 47 s]
7. Love Now You're Gone [2 min 25 s]
8. Madeline [5 min 54 s]
9. Sad Song [2 min 14 s]
10. 1692 (Glencoe Massacre) [3 min 55 s]

## Musiciens
- Dan McCafferty (chant)
- Manuel Charlton (guitare, guitare 12 cordes, chœurs)
- Pete Agnew (basse, guitare acoustique, chœurs)
- Darrell Sweet (batterie, chœurs)

### Musiciens additionnels
- Colin Fretcher (arrangements cordes "1, 9, 10")
- "Cuddly" Juddly Lander (cornemuses "10", harmonica "2, 6")
- David Hentschel (Synthétiseur sur "4, 7, 10")

## Crédits
- Produit par Roy Thomas Baker
- Enregistré et mixé à Trident Studios (Londres)
- Photographies : Lenz
- Pochette : CCS Associates